# Serapio de Sierra
Serapio de Sierra (Durango, España, 1842 - ?) fue un ingeniero español que tuvo actuación destacada en su tierra y en Uruguay.

## Biografía
L. Serapio de Sierra nació en Durango, Vizcaya, en 1842 luego de la finalización de la Primera Guerra Carlista. Fue ingeniero de minas en Vizcaya y Álava.
Durante la tercera guerra carlista fue ayudante de Andéchaga en el ejército carlista en el Sitio de Bilbao. Dirigió el desembarco de armas en Ondarroa del vapor «Valle de Lyon» y bajo su mando se montaron las primeras piezas de artillería con que contaron los carlistas.
En 1876 emigró a Uruguay donde se dedicó a la agrimensura radicándose en Florida donde construyó un molino de agua para la ciudad.
Junto a José María Carrera crearon la sociedad vasca Laurak-Bat que fue la primera Casa vasca del mundo.
También junto a Carrera, tuvieron la iniciativa de canalizar una parte del río Santa Lucía, hacerlo navegable, potabilizar su agua para abastecer Montevideo, así como obtener electricidad. Juntos presentaron una concesión que recibió el visto bueno del gobierno, aunque el proyecto, denominado Canal Zabala nunca llegó a concretarse.
En 1880 integraba el equipo redactor del Boletín de la Sociedad Ciencias y Artes. Publicación Hebdomadaria Ilustrada.